# Apogon guadalupensis
Apogon guadalupensis är en fiskart som först beskrevs av Osburn och Nichols, 1916.  Apogon guadalupensis ingår i släktet Apogon och familjen Apogonidae. IUCN kategoriserar arten globalt som livskraftig. Inga underarter finns listade i Catalogue of Life.